# Falles 2014

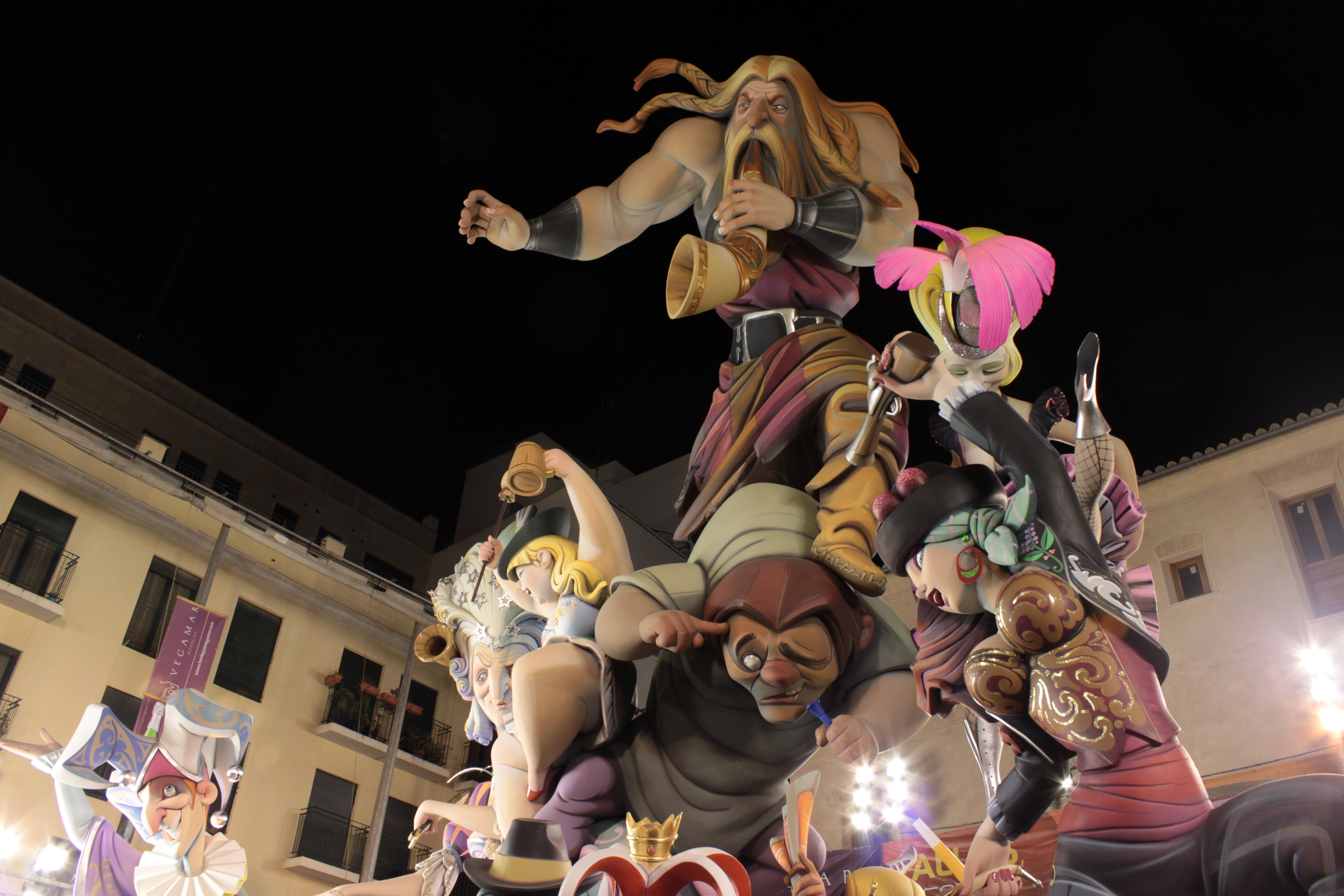
Quinze anys després, El Pilar va emportar-se un primer premi de secció especial.

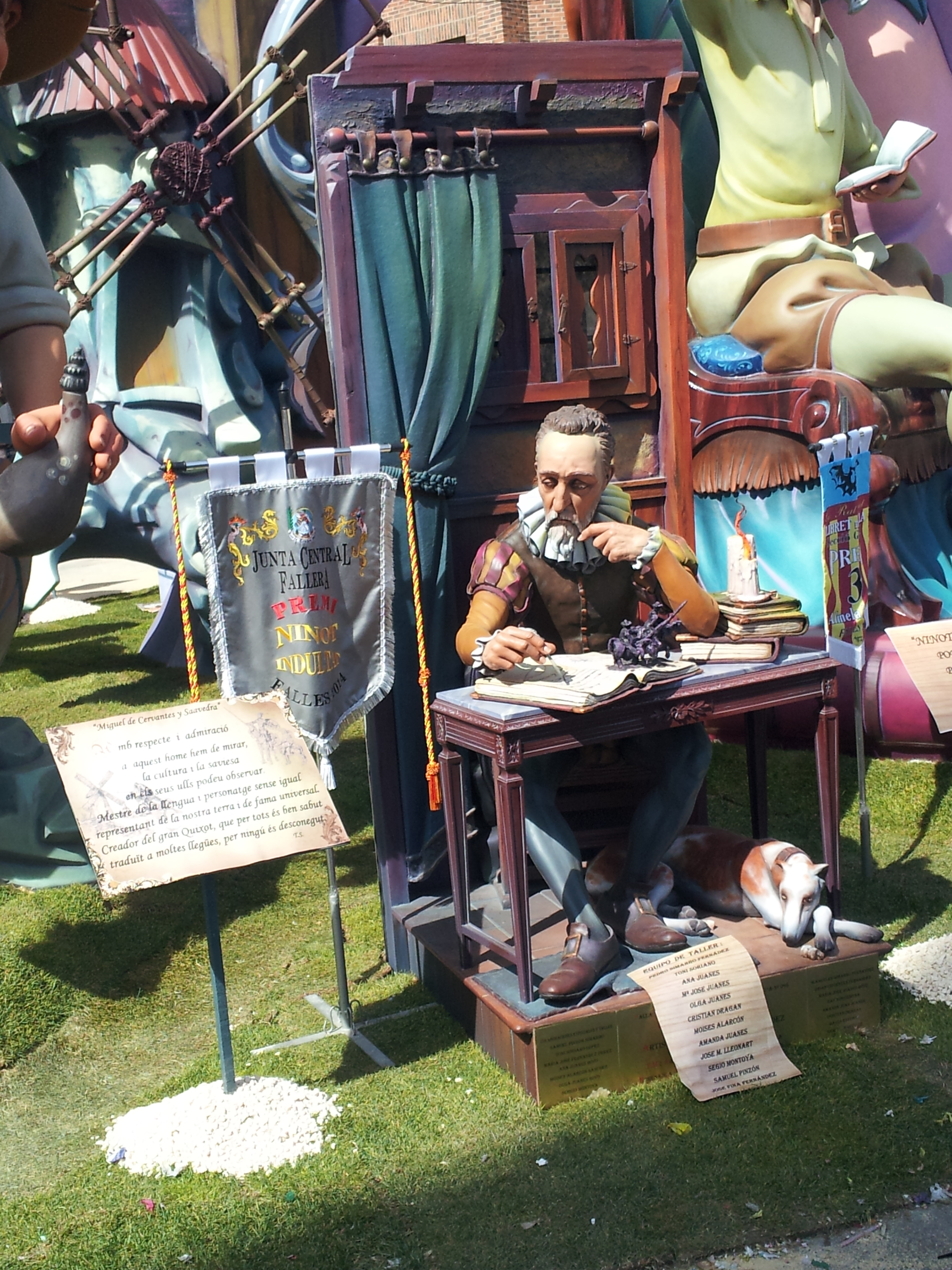
El Quixot de Quart-Extramurs va ser el ninot indultat.

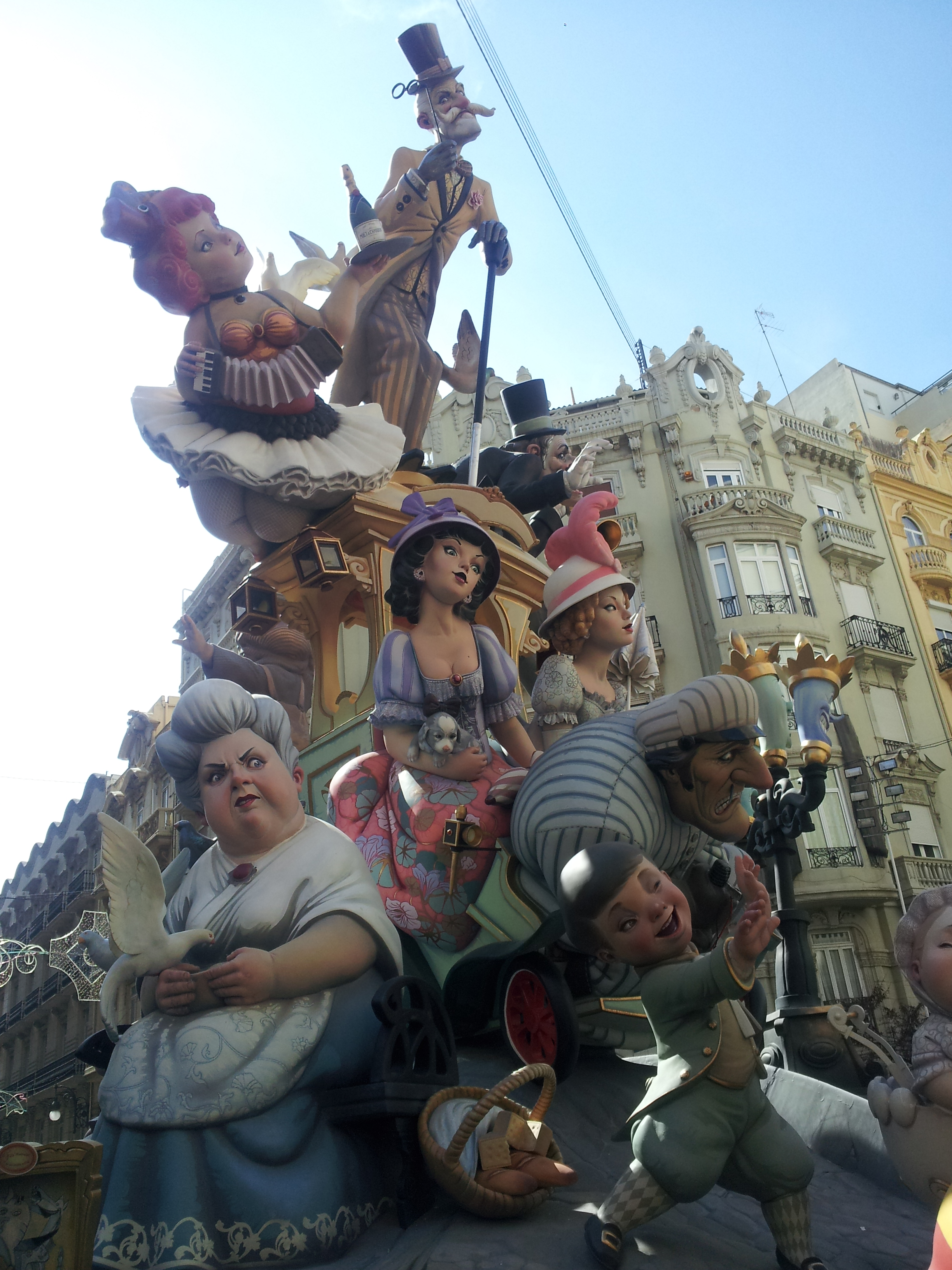
Gravador Esteve-Ciril Amorós, primer premi a la secció primera A.

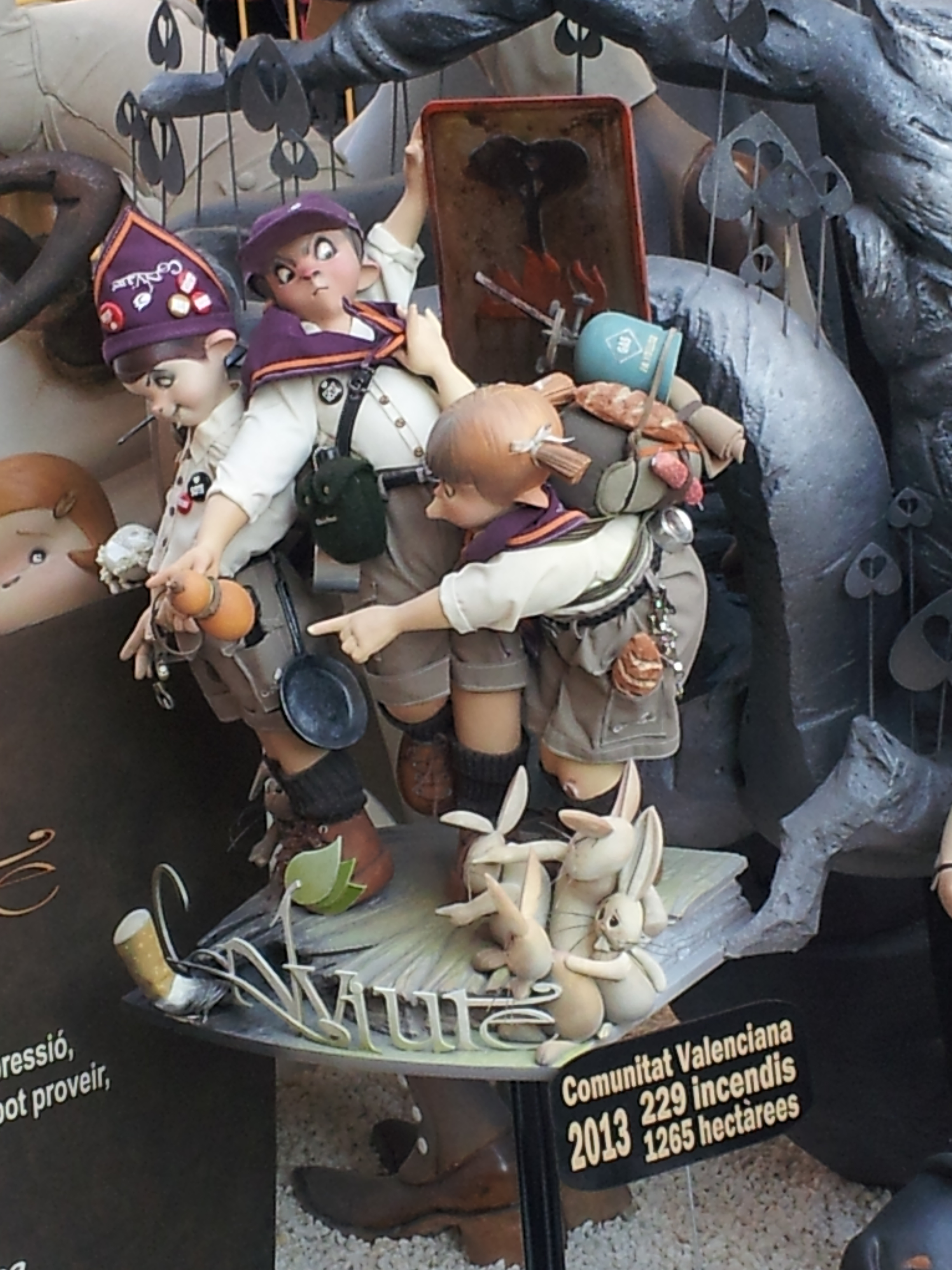
L'indultat infantil va ser jordaner i criticava els incendis forestals.

Llistat de premis de les Falles de València l'any 2014.
El ninot indultat va ser per a Quart-Extramurs-Velázquez amb 9.926 vots, mentre que l'indultat infantil va ser per a Na Jordana. La Falla de la Plaça de l'Ajuntament va ser El decàleg del valencià, de Manolo Garcia.

## Premis al monument a secció especial
| Premi     | Comissió                                         |
| --------- | ------------------------------------------------ |
| 1r premi  | Falla 34 - Plaça del Pilar                       |
| 2n premi  | Falla 12 - Convent Jerusalem-Matemàtic Marçal    |
| 3r premi  | Falla 28 - Cuba-Literat Azorín                   |
| 4t premi  | Falla 22 - Exposició-Misser Mascó                |
| 5è premi  | Falla 14 - Almirall Cadarso-Comte d'Altea        |
| 6è premi  | Falla 187 - Regne de València-Duc de Calàbria    |
| 7è premi  | Falla 177 - Sueca-Literat Azorín                 |
| 8è premi  | Falla 9 - Plaça de Na Jordana                    |
| 9è premi  | Falla 112 - Malvarrosa-A. Ponz-Cabite            |
| 10è premi | Falla 197 - Monestir de Poblet-Aparicio Albiñana |
| 11è premi | Falla 1 - Plaça del Mercat                       |

### Premi d'enginy i gràcia
| Premi    | Comissió                          |
| -------- | --------------------------------- |
| 1r premi | Falla 34 - Plaça del Pilar        |
| 2n premi | Falla 9 - Plaça de Na Jordana     |
| 3r premi | Falla 22 - Exposició-Misser Mascó |

## Premis al monument a secció Primera A
| Premi    | Comissió                                  |
| -------- | ----------------------------------------- |
| 1r premi | Falla 84 - Gravador Esteve-Ciril Amorós   |
| 2n premi | Falla 44 - Mestre Gozalbo - Comte Altea   |
| 3r premi | Falla 11 - Plaça de la Mercé              |
| 4t premi | Falla 145 - Duc de Gaeta-Pobla de Farnals |